# Terminal méthanier de Fos-Cavaou
Le terminal méthanier de Fos-Cavaou est l'un des quatre terminaux méthaniers actuellement en service en France. Il est la propriété de Fosmax LNG, filiale détenue à 100% par Elengy. Ce terminal est situé dans la commune de Fos-sur-Mer.

## Caractéristiques
- Mise en service commerciale en 2010[2] ;
- 3 cuves d'une capacité totale de 330 000 m3 ;
- 1 appontement ;
- capacité de regazéification de 8 250 000 000 m3 par an